# Portlaoise
Portlaoise (/pɔrtˈliːʃ/ PORT-leesh), sau Port Laoise, este reședința comitatului Laois din Irlanda. Este situat în South Midlands, în provincia Leinster.

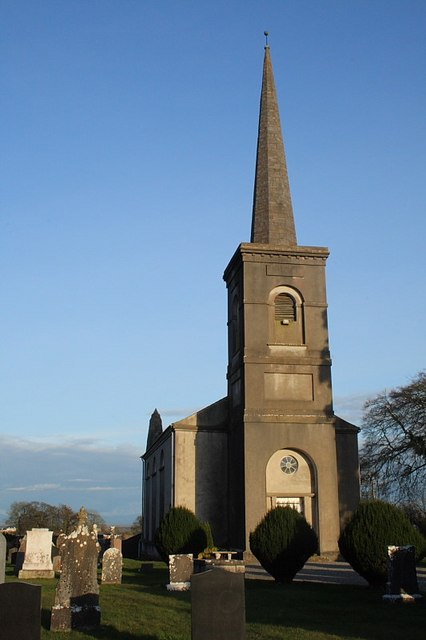
Biserica Emo, la nord-est de Portlaoise

Portlaoise a avut cea mai rapidă creștere dintre cele mai mari 20 de orașe din Irlanda între 2011 și 2016. Cu toate acestea, recensământul din 2022 arată că populația orașului a crescut cu 6,6% până la 23.494 de locuitori, ceea ce a fost sub media națională de 8%. Este cel mai mare ca populație și cel mai dens populat oraș din regiunea Midland, care la recensământul din 2022 număra o populație totală de 317.999 de locuitori.
A fost un oraș important în perioada medievală, ca situl Fortului Maryborough, construit de coloniștii englezi în secolul al XVI-lea în timpul colonizării Irlandei.
Portlaoise este mărginit de munții Slieve Bloom la vest și nord-vest și de Great Heath din Maryborough la est. Se remarcă prin arhitectură, inginerie și conexiuni de transport. Pe rețeaua de drumuri naționale, Portlaoise se află la 94 km vest-sud-vest de Dublin pe M7, 170 km la nord-est de Cork pe M8/M7 și 114 km est-nord-est de Limerick pe M7.
A fost odată cunoscut pentru fabricarea de clădiri din fier și oțel, mingi de tenis, garnituri de cauciuc, anvelope, cabluri electrice și primul avion din Irlanda. Astăzi Portlaoise este un centru al comerțului cu economia dominată de sectorul serviciilor și un centru de cumpărături, transport și evenimente pentru ținutul din jur.